# 마르틴 팔레르모
마르틴 팔레르모(스페인어: Martín Palermo, 1973년 11월 7일 ~ )는 아르헨티나의 전 축구 선수이자 현 지도자이다.
1992년부터 선수 생활을 시작해, 에스투디안테스, 비야레알, 레알 베티스, 알라베스 등 많은 클럽을 거쳤고 보카 주니어스에선 300경기 넘게 출전하여 150골 이상을 기록하였으며 주장직을 맡기도 하였다.
1999년에 국가대표팀에 처음으로 발탁되어, 1999년 코파 아메리카에 출전하였지만, 콜롬비아와의 경기에서 페널티킥을 3번이나 실축한 이후로 국제 대회에 나가지 못하다가 10년만에 디에고 마라도나 감독에게 발탁되어 38살의 나이로 월드컵 무대에 처음 섰다. 앞선 2경기에서는 쟁쟁한 공격진들 때문에 벤치만 지켰지만 그리스와의 최종전에서 교체투입되어 득점을 기록했다.